# Só Agora
"Só Agora" é o terceiro single do álbum Chiasroscuro (e do DVD Chiaroscope) da cantora brasileira de rock Pitty. Foi lançado em 3 de novembro de 2010 e é a terceira balada rock lançada pela cantora ao longo de sua carreira. O lado B é a versão em inglês, batizada de "Just Now".

Antes de serem lançados, tanto o A-side quanto o B-side já tinham muitas visualizações e reproduções na internet. Logo após pistas e sinais deixados pela cantora, a Deckdisc postou no twitter da gravado anunciando: 
| “ | @deckdisc: E o novo single da @pittyleone será da música "Só Agora"! Já viram o vídeo dela do Chiaroscope? | ” |

A versão em inglês da música, intitulada "Just Now", faz parte do DVD "Chiaroscope".

## Videoclipe
O vídeo foi gravado no dia 15 de novembro de 2010. O diretor do clipe é Ricardo Spencer, que dirigiu o DVD "Chiaroscope" e alguns vídeos da banda, como o de "Me Adora". O clipe foi filmado com uma câmera Super 8, que registrou um dia de descontração, trazendo para o videoclipe o clima delicioso e divertido de passar uma tarde fazendo churrasco e curtindo uma piscina com os amigos. No dia 19 de novembro, Pitty postou em seu twitter fotos do vídeo gravado, onde mostra seus amigos e muitas crianças em uma chácara.
Além disso, "Só Agora" tem um videoclipe divulgado pelo DVD Chiaroscope, que traz Pitty sentada em um sofá, cantando em um microfone de estúdio, e logo após em um quintal molhando o quintal.
O videoclipe foi lançado 14 de dezembro de 2010. Em pouquíssimas horas o clipe ja possuia 12 mil acessos e com 20 horas com 39 mil acessos. O clipe foi gravado numa chácara em que unem todos felizes, mostrando um sentimento infantil.

## Expectativa
O novo single possui as melhores expectativas, pois é a terceira música em estilo calmo que Pitty lança, em que as antigas Déjà Vu e Na Sua Estante, conseguiram grandes êxitos na parada nacional do Hot 100. Sem ser ainda divulgada muito nas rádios, Só Agora já conseguiu chegar na posição 78, nunca tinha havido uma posição como esta em um single recém-lançado. A música começou a ser tocada, nas rádios sulistas e do sudeste, após no Brasil inteiro.

## Letra
Segundo a própria cantora, "Só Agora" é uma canção de nina que fala, não necessariamante do cuidado de uma mãe para com seu filho, mas também de amores, amigos…
Cogitou-se, no ano do lançamento, que a música teria surgido após a cantora sofrer um aborto espontâneo do filho que ela esperava do baterista da banda NxZero, Daniel Weksler. Pitty, porém, garantiu que a letra da música veio quando ela se viu apaixonada por um homem mais novo (Daniel) e quando ela tomou a consciência de que um dia teria que deixar ele ir (Deixa eu mimar você/adorar você/agora, só agora/porque um dia eu sei/vou ter que deixá-lo ir)
"Só Agora" é a tradução quase literal de Just Now. A letra, segundo Pitty, foi composta em inglês.

## Faixas
| Faixa | Título   | Versões   | Duração |
| ----- | -------- | --------- | ------- |
| 1     | Só Agora | Português | 3:17    |
| 2     | Just Now | Inglês    | 3:17    |

## Paradas
| Paradas (2010)    | Melhor posição |
| ----------------- | -------------- |
| Top 10 MTV        | 1              |
| Hit Parade Brasil | 4              |
| Hot 100 Brasil    | 12             |